# Flugplatz Schwäbisch Hall-Weckrieden

i7
i11
i13
Der Flugplatz Schwäbisch Hall-Weckrieden (ICAO-Code: EDTX) ist ein deutscher Flugplatz bei Schwäbisch Hall-Weckrieden.
Er ist als Sonderlandeplatz klassifiziert.
700 m südlich liegt der Flugplatz Schwäbisch Hall-Hessental mit einer Beton- und einer Graspiste.

## Nutzung
Der Flugplatz wird von den ansässigen Luftsportvereinen benutzt, vor allem von Ultraleichtfliegern, Drachenfliegern und Fallschirmspringern.

## Anfahrt
Mit dem Auto: Im Osten von Schwäbisch Hall, direkt nördlich des Stadtteils Hessental und östlich des Stadtteils Weckrieden.

## Besonderheit
700 m südlich liegt der Flugplatz Schwäbisch Hall-Hessental (Adolf Würth Airport). Die beiden Flugplätze sind die einzigen Plätze in Deutschland, die über einen Rollweg miteinander verbunden sind. Über diesen Rollweg können Flugzeuge am Boden vom einen zum anderen Flugplatz rollen. Da der Rollweg über eine öffentliche Straße führt, existiert an der Straße eine mit Schranken abgesicherte Kreuzung. Die Schranken können von der Flugleitung bedient werden.

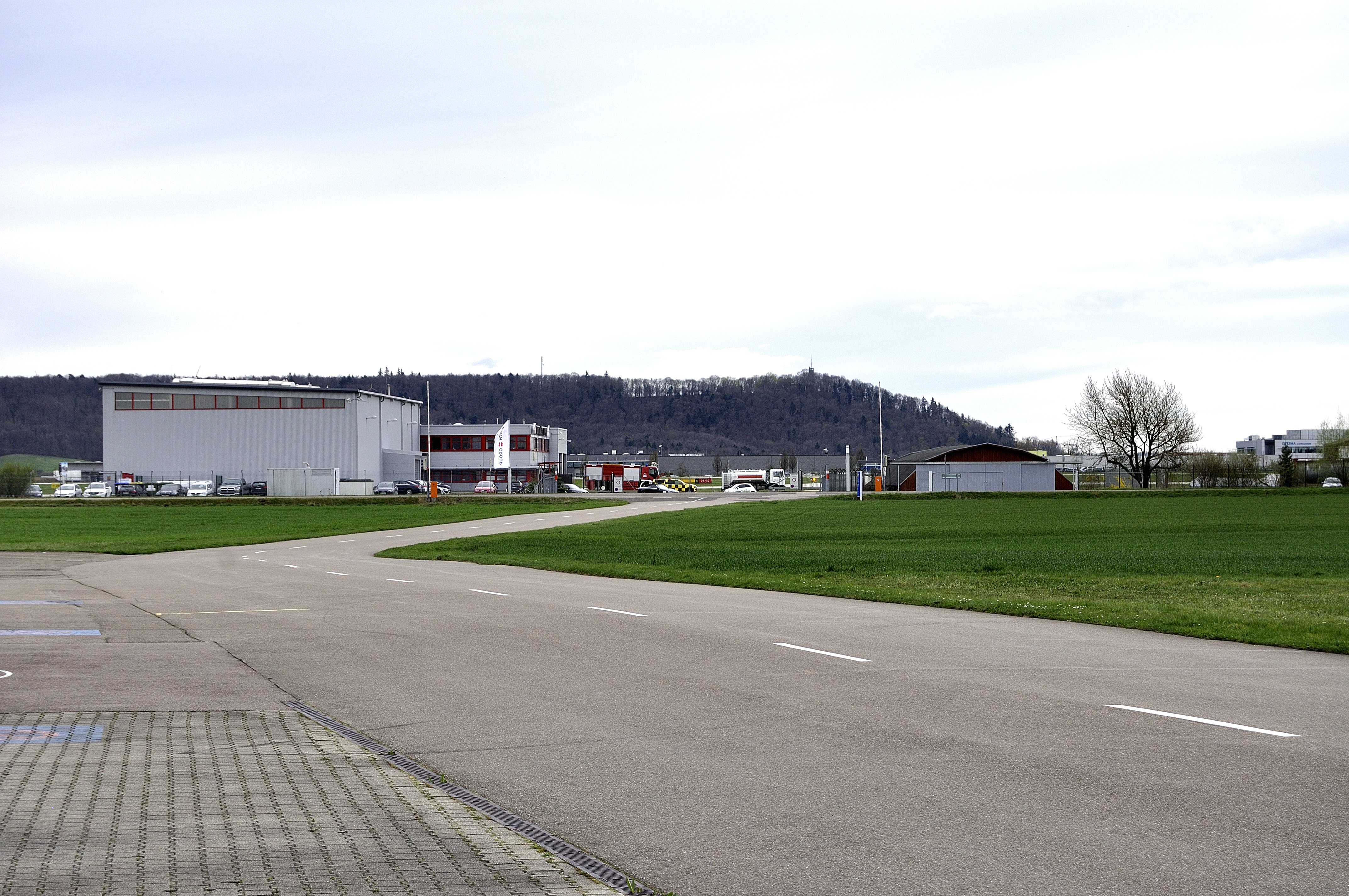
Rollweg zum Adolf Würth Airport
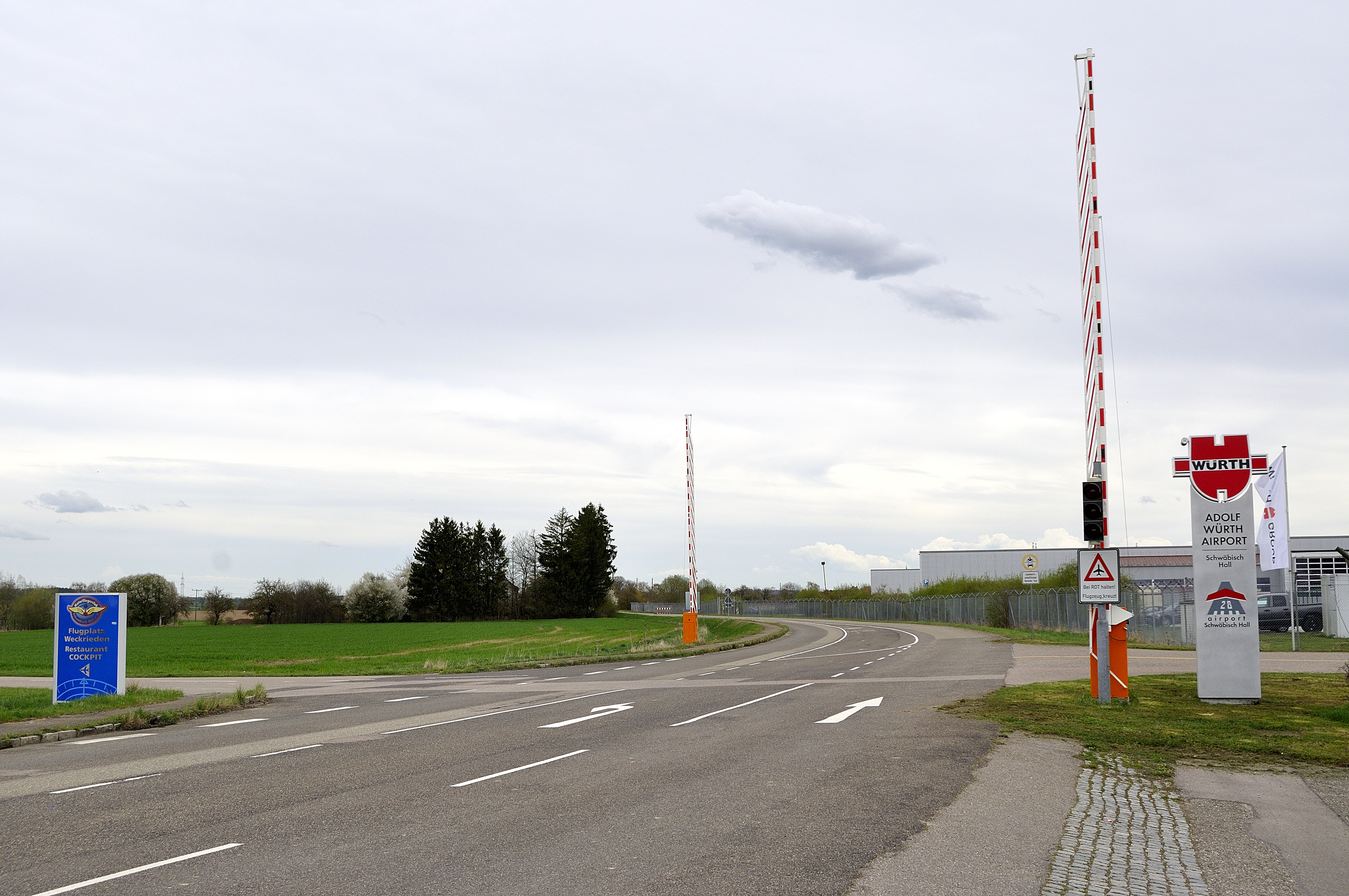
Kreuzung zwischen Rollweg und Straße
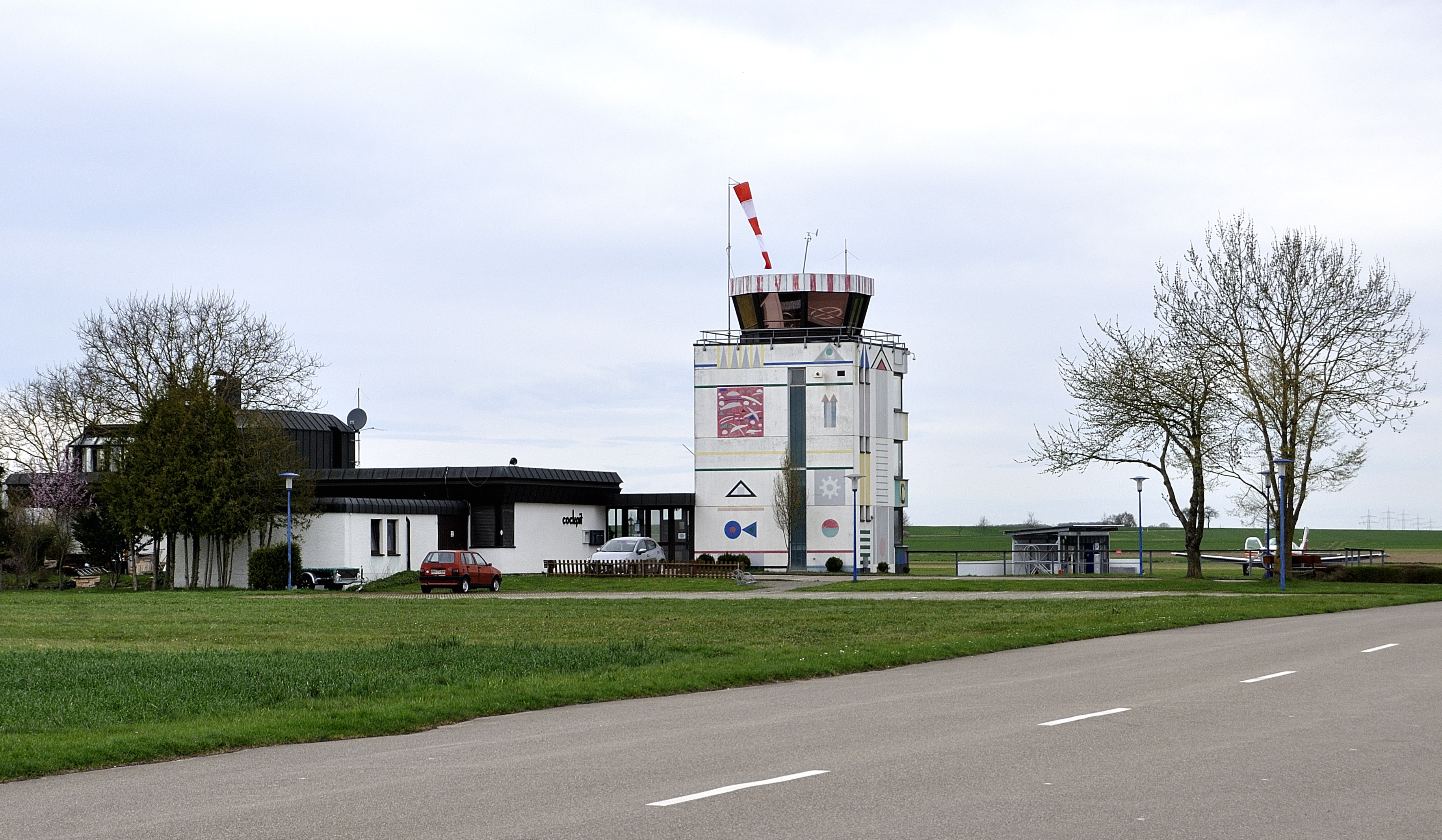
Tower des Flugplatzes